# Гвоздика перистая
Гвозди́ка пе́ристая (лат. Diánthus plumárius) — небольшое травянистое растение родом из Евразии, вид рода Гвоздика (Dianthus) семейства Гвоздичные (Caryophyllaceae).

## Ботаническое описание
Гвоздика перистая — многолетнее травянистое растение с корневищем, обычно не превышающее 30—40 см в высоту. Стебель прямостоячий, чаще всего неветвистый, сизовато-зелёный.
Листья стеблеобъемлющие, линейные, до 10 см длиной, сизовато-зелёные, с голым краем.
Цветки с сильным гвоздичным запахом, собраны по два — четыре в рыхлые зонтичные соцветия или одиночные, без прицветников, с четырьмя небольшими зеленоватыми прицветничками. Чашечка пятираздельная, голая или бархатисто-опушённая, до 2 см длиной. Венчик состоит из пяти свободных лепестков белого или розового цвета, каждый из которых на протяжении примерно половины своей длины разделён на узкие сегменты. Тычинки в количестве десяти, белые. Пестика два, белых.
Плоды — коробочки около 23 мм длиной, нередко не вызревающие.
Число хромосом — 2n = 30, 60, 90.

## Ареал
Родина гвоздики перистой — Восточная Европа и Центральная и Южная Россия. Завезена в другие районы Европы и в Северную Америку, где легко распространяется.

## Таксономия

### Синонимы
Dianthus plumarius subsp. lumnitzeri (Wiesb.) Domin, 1935
- Dianthus hungaricus subsp. lumnitzeri (Wiesb.) Holub, 1974
- Dianthus lumnitzeri Wiesb., 1886basionym
- Dianthus lumnitzeri subsp. palaviensis (Novák) Dostál, 1984
- Dianthus moravicus Kovanda, 1982
- Dianthus plumarius f. palaviensis Novák, 1928

Dianthus plumarius subsp. plumariustypus
- Caryophyllus plumarius (L.) Moench, 1794
- Cylichnanthus plumarius (L.) Dulac, 1867
- Dianthus blandus (Rchb.) Hayek, 1908
- Dianthus dubius Hornem., 1813, nom. illeg.
- Dianthus hoppei Port. ex Hayek, 1908
- Dianthus hoppei subsp. blandus (Rchb.) Neumayer
- Dianthus hortensis Schrad. ex Willd., 1809
- Dianthus neilreichii Hayek, 1908
- Dianthus odoratus Vest ex Steud., 1840, nom. inval.
- Dianthus plumarius subsp. blandus (Rchb.) Hegi, 1911
- Dianthus plumarius var. blandus Rchb., 1832
- Dianthus portensis Libosch. ex Ser., 1824
- Dianthus praecox subsp. neilreichii (Hayek) Kmet'ová
- Silene plumaria (L.) E.H.L.Krause, 1901
- Tunica plumaria (L.) Scop., 1771

Dianthus plumarius subsp. praecox (Willd. ex Spreng.) Domin, 1935
- Dianthus hungaricus Pers., 1805
- Dianthus plumarius f. pseudopraecox Novák, 1928
- Dianthus lumnitzeri subsp. pseudopraecox (Novák) Dostál, 1984
- Dianthus praecox Willd. ex Spreng., 1825basionym

Dianthus plumarius subsp. regis-stephani (Rapaics) Baksay, 1970
- Dianthus hungaricus subsp. regis-stephani Pers.
- Dianthus regis-stephani Rapaicsbasionym
- Dianthus serotinus subsp. regis-stephani (Rapaics) Soó